# سجاد حسين
سجّاد حسين (ت. 1411 هـ / 1990 م) هو قاضي و أديب، من أهل دهلي.
تخرج من دار العلوم ديوبند و عمل بالتدريس نحو 45 عاما.

## آثاره
ترجم بعض الكتب الأدبية من الفارسية إلى العربية، مثل:
- كلستان سعدي
- ديوان حافظ

كما حقق «الفتاوى التاتارخانية» لصاحبه عالم بن العلاء الاندريتي الدهلوي الهندي وطبعت في 5 أجزاء بمطبعة دائرة المعارف العثمانية بحيدر آباد الدكن سنة 1404 هـ.